# Jan Anthony Cramer
Jan Anthony Cramer, född 8 april 1864 i Charlois, död 5 juli 1952 i Bilthoven, var en nederländsk präst och teolog.
Cramer blev 1921 professor i Utrecht. Han företrädde en modern bibeluppfattning, vilken även präglade hans predikoverksamhet och ådrog honom angrepp från de ortodoxa. Cramer var även verksam inom det internationella kyrkliga arbetet, och ordförande i den nederländska avdelningen av Allmänkyrkliga världsförbundet. Han var även delegerad vid det Ekumeniska mötet i Stockholm 1925. Hans avhandling Abraham Heidanus en zijn Cartesianisme från 1889 kom i nyutgåva 2010.